# イワヤ
イワヤ株式会社は、日本の玩具メーカー。1923年（大正12年）創業。

## 概要
1923年（大正12年）5月、岩谷ぜんまい玩具製作所として東京府南葛飾郡綾瀬村で創業。1929年（昭和4年）5月、東京都足立区梅島に移転し合資会社岩谷製作所（いわやせいさくじょ:14-15）を設立。1955年（昭和30年）5月に株式会社岩谷製作所に変更。1985年（昭和60年）5月にCIを実施し社名をイワヤ株式会社に変更した。2020年（令和2年）6月に足立区梅島から千葉県松戸市に本社機能を移転した。
主力製品は「動く動物のおもちゃ」である。当初はぜんまい仕掛けで動くセルロイドやブリキ製の小さな玩具を販売していた。1932年に発生した白木屋大火などセルロイドが原因の火災が多発したことが原因でセルロイドが使えなくなると、布帛をかぶせるおもちゃにシフトした。近年ではモーターや電子部品を組み入れた複雑な動作をする玩具も販売している。
1940年代から1960年代にかけて、ぜんまい仕掛けのぬいぐるみを海外に輸出していた:14-15。中でも「シンバルを叩くサル」（英語: MUSICAL CHIMP）は欧米で人気を博し、1955年の映画『理由なき反抗』ではシンバルを叩くサルはジェームズ・ディーンと共演を果たしている:14-15。世界ではロックバレー（英語: Rock Valley Toys）のブランド名で知られている:14-15。
2003年（平成15年）11月には声だけでなく動きも相手に伝えることが出来る全く新しいおもちゃ「IPロボットフォン」を製品化。東京大学・舘研究室の研究した技術を使って商品化したもので、イワヤの中野殖夫と東京大学の関口大陸が開発を担当し、両者を東京大学先端科学技術研究センターの中野八千穂が結びつけたという、産学連携の一例である。

## 展開商品の一例
- 『愛犬てつ』
- ミニカー[9]
- 『コミュニケーションパートナー ここくま』[10][11][12]（NTTドコモ、バイテックグローバルエレクトロニクス、台湾のMOOREdoll（ムーアドール）との共同開発）
- バナナ・イン・パジャマ（英語版）[13]
- 今日から家族 なごみケーションにゃんこ[14]
- いっしょに「いないいないばあっ」ワンワン あそびのくに[15]
- ぬいぐるみ『チアフルくまちゃん』[16]
- ぬいぐるみ『ぴよりん』（ジェイアール東海フードサービスが販売する、名古屋の新スイーツ（ひよこ型プリン）「ぴよりん」をイメージしたぬいぐるみ。JR東海名古屋駅構内「カフェ ジャンシアーヌ」及び「ぴよりんshop」限定発売）

## テレビ番組
- 日経スペシャル ガイアの夜明け ＜シリーズ日本の知を問う 2＞ 大学は宝の山だ!! 〜産学連携が未来のヒットを創る〜（2003年12月16日、テレビ東京）[8]